# Curt Oswald Schaller
Curt Oswald Schaller (ur. 22 czerwca 1964 w Monachium) – niemiecki operator filmowy, operator Steadicamu i fotograf.
Jest również twórcą i projektantem systemów stabilizacji obrazu firmy ARRI. W 2025 roku otrzymał Oscara za koncepcję, projekt i rozwój systemu Trinity-2.

## Kariera
W 1984 roku Schaller rozpoczął szkolenie na asystenta operatora, a następnie operatora kamery w Bawarskich Studiach Filmowych i Telewizyjnych.
Po ukończeniu szkolenia początkowo pracował jako operator kamery studyjnej, aż na początku lat 90. XX wieku specjalizował się w filmach dokumentalnych. Od połowy lat 90. Curt O. Schaller pracował jako operator kamery w produkcjach serialowych oraz jako operator Steadicamu przy serialach telewizyjnych, filmach fabularnych, programach telewizyjnych i dokumentach.
Pod koniec lat 90. Schaller, wykorzystując swoje doświadczenie jako operator kamery i Steadicamu, rozpoczął prace nad własnymi systemami stabilizacji obrazu, które w 2001 roku przekształciły się w serię Artemis firmy Sachtler / Vitec Videocom. Opracowana przez niego seria Artemis była pierwszym na świecie modułowym systemem stabilizacji obrazu, gdy została zaprezentowana na targach NAB Show w Las Vegas w 2001 roku. Systemy Artemis HD były wówczas pierwszymi na świecie systemami stabilizacji obrazu Full HD.
W 2015 roku Curt O. Schaller opracował system (artemis) Trinity wraz z Romanem Foltynem, doktorem inżynierii. Był to pierwszy na świecie system stabilizacji kamery łączący stabilizację mechaniczną i elektroniczną.
W kwietniu 2016 roku przeniósł całe swoje portfolio produktów artemis z firmy Sachtler / Vitec Videocom do ARRI, gdzie pełnił funkcję menedżera produktu ds. systemów stabilizacji kamer, kierując dalszym rozwojem systemów (artemis) Trinity.
W 2025 roku Curt O. Schaller otrzymał Nagrodę Akademii Nauki i Inżynierii za koncepcję, projekt i rozwój systemu Trinity-2.
Ponadto od 1998 roku pracuje również jako wykładowca na całym świecie, szkoląc operatorów Steadicamu.

## Systemy stabilizacji kamery
- ARRI ARTEMIS 2
- ARRI TRINITY 2

## Nagrody
- 2016: Cine Gear Expo Technical Award za opracowanie systemu stabilizacji kamery ARRI (artemis) Trinity
- 2016: cinecAward za opracowanie systemu stabilizacji kamery ARRI (artemis) Trinity
- 2017: BIRTV Award za opracowanie systemu stabilizacji kamery ARRI (artemis) Trinity
- 2025: Academy Scientific and Engineering Award za koncepcję, projekt i rozwój systemu Trinity 2[12][13][14]